# Юзеф Бродовський

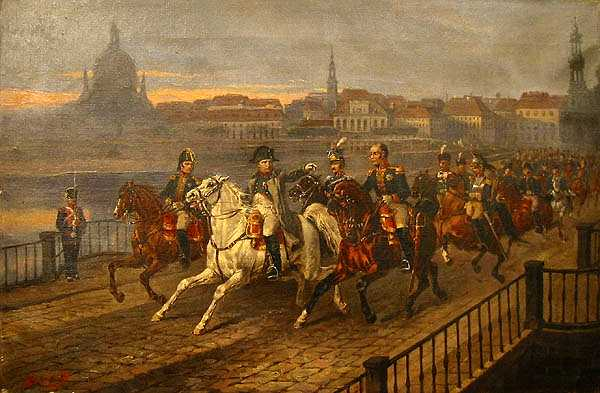
Переправа Наполеона через Ельбу (1895)

Ю́зеф Бродо́вський (трапляється, як Юзеф Бродовський-молодший) (пол. Józef Brodowski; 17 січня 1828, Варшава — 4 вересня 1900, Варшава) — польський художник.

## Біографія
Представник шляхетського роду герба Лада. Народився в сім'ї з багатими художніми традиціями. Син художника, педагога, найбільшого представника класицизму в польському живописі Антонія Бродовського. Молодший брат художника Тадеуша Бродовського.
Перші уроки живопису отримав від батька. Пізніше в 1844—1851 навчався в Школі витончених мистецтв у Варшаві під керівництвом Рафаїла Гадзевича. Великий вплив на творчість художника зробив професор малюнка й живопису, пейзажист Ян Пиварський.
1853 р. в якості стипендіата разом із Войцехом Ґерсоном, вирушив до Санкт-Петербурга для продовження навчання в Петербурзькій Академії мистецтв. До 1856 р. його педагогом був академік, заслужений професор батального живопису, член Ради Петербурзької Академії мистецтв Б. П. Віллевальде.
Після закінчення петербурзької академії Ю. Бродовський поїхав до Франції, де в Парижі, удосконалював майстерність під керівництвом «короля баталістів» Ораса Верне.
У 1858 вирушив до Італії, через рік повернувся на батьківщину.
Помер 1900 року й похований на Повонзківському цвинтарі.

## Творчість
Ю. Бродовський відомий завдяки своїм картинам батального й історичного жанрів. Писав також жанрові полотна та пейзажі. Активно співпрацював у якості ілюстратора з тижневиком «Tygodnik Ilustrowany», у якому також було надруковано багато репродукцій його картин (1860—1898).
Найулюбленішою темою його творів були коні.

## Обрані картини

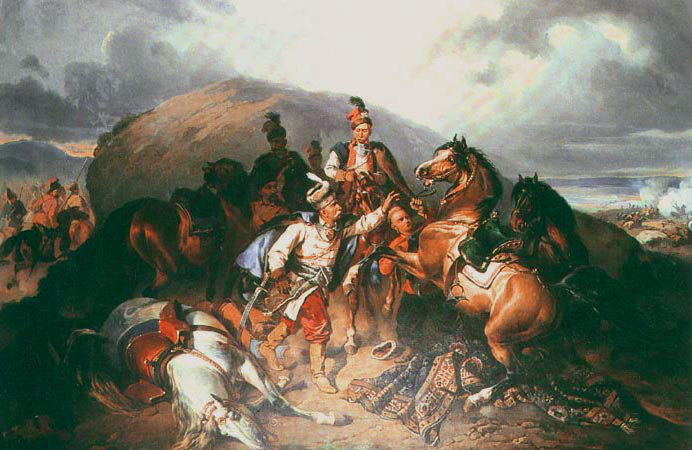
На полі битви

- Ян II Казимир під час битви під Берестечком (разом з Ю. Коссаком, 1854)
- Переправа через трясовину (цикл «Старі дороги», 1874)
- На полі битви
- Стадо (1885)
- Битва з хрестоносцями (1887)
- Переправа Наполеона через Ельбу (1895)
- Гусари на відпочинку
- Благородні коні біля ґанку
- Пожежна бригада Краківського передмістя їде на пожежу (1871).